# 巴特萨森多夫
巴特萨森多夫（德語：Bad Sassendorf，發音：[baːt ˈzasn̩ˌdɔʁf]）是德国北莱茵-威斯特法伦州阿恩斯贝格行政区索斯特县的市镇，面积63.46平方千米，2023年12月31日人口为12,528人。